# Pahifitum
Pahifitum (lat. Pachyphytum) je rod od dvadesetk vrsta trajnica koji u sebi ima dozu sukulenata porijeklom iz Meksika, koji su usko povezani s rodom Echeveria. Najveća atrakcija ove vrste su nježni obojeni listovi, prekriveni cvijećem.
Cvjetovi su mali, ne previše interesantni. Ova vrsta se razmnožava isključivo rezanjem listova.
Pachyphytum je skloniji podnošenju ekstremnih temperatura nego Echeveria, može podnijeti temperaturu od -7°C na kratko vrijeme, i isto tako vrlo dobro podnosi velike vrućine.

## Vrste
1. Pachyphytum brachetii
2. Pachyphytum bracteosum
3. Pachyphytum brevifolium
4. Pachyphytum caesium
5. Pachyphytum coeruleum
6. Pachyphytum compactum
7. Pachyphytum contrerasii
8. Pachyphytum cuicatecanum
9. Pachyphytum fittkaui
10. Pachyphytum garciae
11. Pachyphytum glutinicaule
12. Pachyphytum hookeri
13. Pachyphytum kimnachii
14. Pachyphytum longifolium
15. Pachyphytum machucae
16. Pachyphytum oviferum
17. Pachyphytum rzedowskii
18. Pachyphytum saltensis
19. Pachyphytum viride
20. Pachyphytum werdermannii